# Штавен
Штавен (њем. Staven) општина је у њемачкој савезној држави Мекленбург-Западна Померанија. Једно је од 53 општинска средишта округа Мекленбург-Штрелиц. Према процјени из 2010. у општини је живјело 484 становника. Посједује регионалну шифру (AGS) 13055066.

## Географски и демографски подаци
Штавен се налази у савезној држави Мекленбург-Западна Померанија у округу Мекленбург-Штрелиц. Општина се налази на надморској висини од 57 метара. Површина општине износи 14,7 km². У самом мјесту је, према процјени из 2010. године, живјело 484 становника. Просјечна густина становништва износи 33 становника/km².